# 아다 데 라 크루스
아다 데 라 크루스(Ada de la Cruz, 1986년 6월 15일 ~ )는 도미니카 공화국의 모델, 미인 대회 우승자이다. 2009년 미스 도미니카 공화국 우승자이며 2007년 미스 월드, 미스 유니버스 2009에서 도미니카 공화국 대표로 참가했다.